# منطقة ذات جمال طبيعي أخاذ

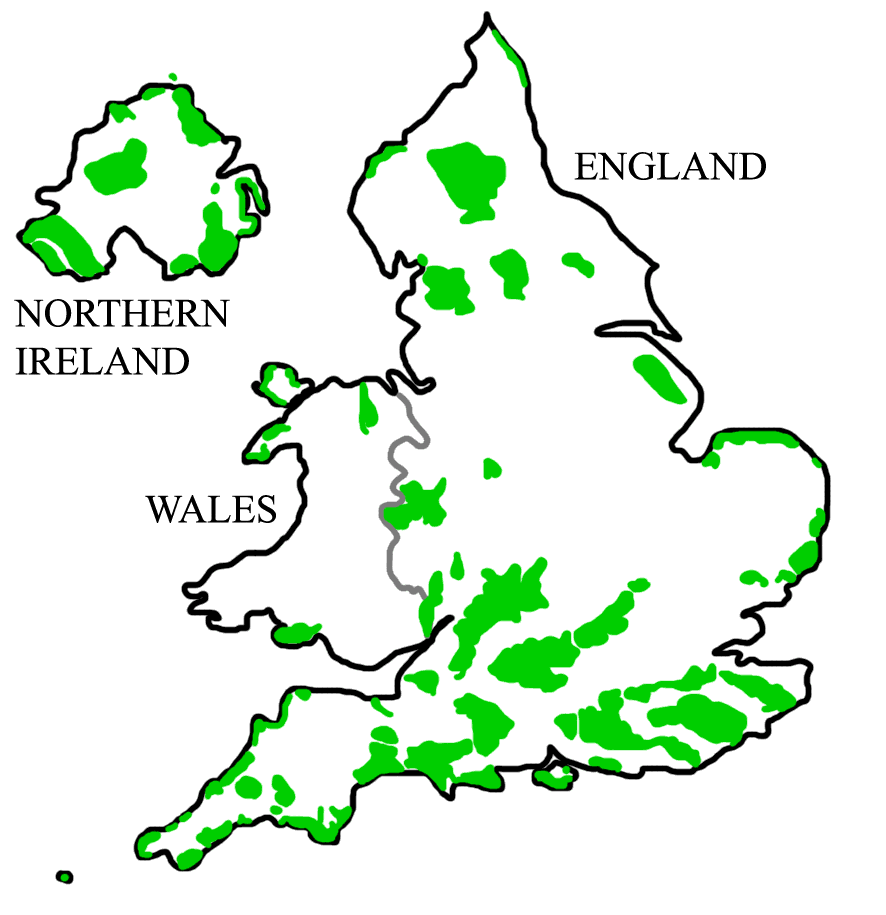
خريطة المناطق ذات الجمال الطبيعي الأخاذ.

منطقة ذات جمال طبيعي أخاذ (بالإنجليزية: Area of Outstanding Natural Beauty)‏ هي منطقة ريفية ذات مناظر طبيعية أخاذة في إنكلترا وويلز وأيرلندا الشمالية، وتطلق هيئة إنكلترا الطبيعية [الإنجليزية] هذه التسمية نيابة عن حكومة المملكة المتحدة، أو المجلس الريفي في ويلز نيابة عن حكومة ويلز أو وكالة البيئة لأيرلندا الشمالية نيابة عن الهيئة التنفيذية لأيرلندا الشمالية.
الغرض الرئيسي من التسمية المحافظة على الجمال الطبيعي للمنطقة وتعزيزه، ولذلك هدفان ثانويان هما تلبية الحاجة إلى الاستمتاع الهادئ بالريف واحترام مصالح الناس الذين يعيشون ويعملون في هذه المناطق.
تتمتع المناطق ذات الجمال الطبيعي الأخاذ بحماية قانونية أقل من تلك التي تتمتع بها الحدائق الوطنية، مما يعرضها للخطر نتيجة مشاريع التنمية، وقد عبرت مجموعات حماية البيئة عن قلقها إزاء ذلك، وقالت في سنة 2006 أن هذه المناطق تحت خطر أكبر من أي وقت سبق.